# (9797) Raes
(9797) Raes – planetoida z pasa głównego asteroid okrążająca Słońce w ciągu 5,65 lat w średniej odległości 3,17 j.a. Odkrył ją Eric Walter Elst 18 kwietnia 1996 roku w Obserwatorium La Silla. Nazwa planetoidy pochodzi od Hugona Raesa (ur. 1929) – flamandzkiego pisarza.